# Segundo Congresso Continental

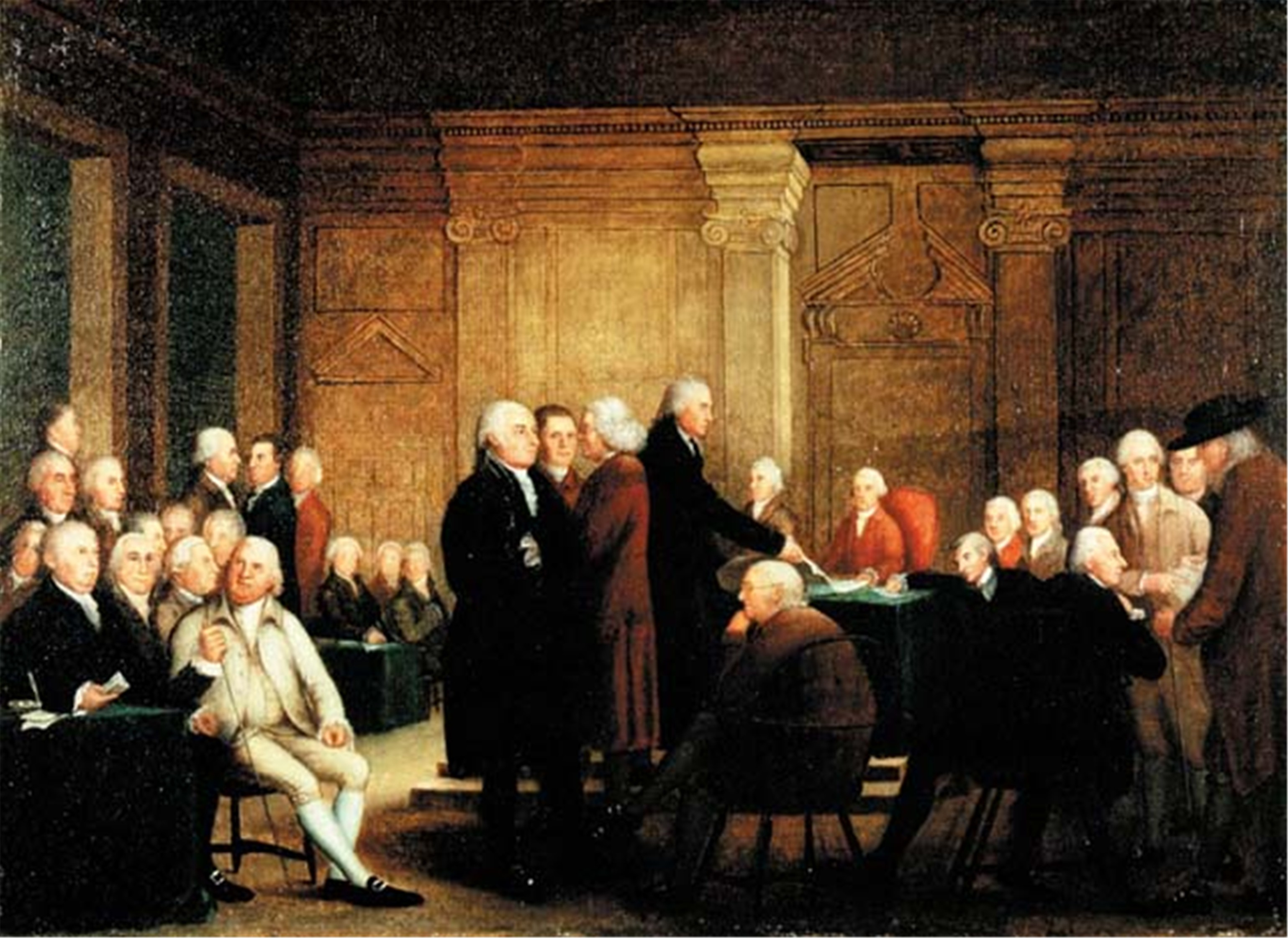
O congresso votando pela independência

O Segundo Congresso Continental foi uma convenção de delegados das Treze Colônias que se reuniram a partir de 10 de maio de 1775, em Filadélfia, Pensilvânia, logo após ter começado a luta na Guerra da Independência dos Estados Unidos. Dada a intransigência do governo inglês, os colonos juntos firmaram um documento em grande parte redigido por Thomas Jefferson: a Declaração da Independência dos Estados Unidos. Em tal ocasião, também deu-se a consagração de George Washington como primeiro comandante do Exército Continental, formado pelas milícias das colônias. Até março de 1781, agiu como o principal corpo legislativo representando os Estados Unidos, servindo como seu de facto governo provisório até o estabelecimento de uma autoridade federal permanente após a independência ser concretizada e reconhecida. Durante esse período, suas realizações incluíram: Gerir com sucesso o esforço de guerra; redigir os Artigos da Confederação e da União Perpétua, a primeira constituição dos Estados Unidos; garantir o reconhecimento diplomático e o apoio de nações estrangeiras e resolver as reivindicações de terras do estado a oeste das Montanhas Apalaches.
Muitos dos delegados que participaram do Segundo Congresso também participaram do Primeiro. Eles novamente elegeram Peyton Randolph como presidente do Congresso e Charles Thomson como secretário. Novas chegadas notáveis incluíram Benjamin Franklin da Pensilvânia e John Hancock de Massachusetts. Hancock o sucedeu como presidente e Thomas Jefferson o substituiu na delegação da Virgínia. O número de colônias participantes também cresceu, pois a Geórgia endossou o Congresso em julho de 1775 e adotou a proibição continental do comércio com a Grã-Bretanha.